# Saint-Louis-et-Parahou
Saint-Louis-et-Parahou è un comune francese di 62 abitanti situato nel dipartimento dell'Aude nella regione dell'Occitania.

## Società

### Evoluzione demografica
Abitanti censiti